# サン・フランシスコ礼拝堂
サン・フランシスコ礼拝堂 (サン・フランシスコ・デ・アシス教会) は、ブラジル南東部のミナスジェライス州の州都である高原都市ベロオリゾンテのパンプーリャにあるカトリックの教会である。設計者はオスカー・ニーマイヤー。

## 概要
1943年に建設された放物線状シェル構造の教会。後の大統領ともなる、当時ベロオリゾンテの市長であったジュセリーノ・クビチェックが支援者となって、オスカー・ニーマイヤーに建設を依頼した。カンディド・ポルチナーリの巨大なフレスコ画、屋外のモザイクを伴った4つの波状コンクリートが放物線状になっているのが特徴的。脚部から頂部に向かって上広がりになっている鐘塔等、当時の教会建築とは大きく違う独特の様式は、当時から様々な論議を呼んだ。ニーマイヤー自身は、フランスの詩人ポール・クローデルの詩句"A church is God's hangar on earth"からインスパイアされたとした。ベロオリゾンテの大主教Antonio dos Santos Cabralは、その外観を「悪魔の防空壕」と揶揄し嫌悪したと、タイム・マガジン社は書いている。

## 建設後
後のパンププーリャ市長は、この教会を取り壊すことを試みるが失敗、様々なスタイルの祭壇やモニュメントを補充することで、修正を試みた。ニーマイヤー自身による改築も加わり、最終的には 「偉大かつ尊厳を湛えた建築物」と大主教João Rezende Costaが賛辞することになった。
2016年7月にはニーマイヤーが手がけた近郊の一連の建築物とあわせて、「 パンプーリャの近代建築群」としてユネスコの世界遺産リスト (世界文化遺産) に登録された。

## 影響
後に当時日本最大級のコンペであった世界平和記念聖堂の建築競技設計における丹下健三案を、カトリック教会は、類似案であった放物線状のシェル構造が持つ、その非宗教伝統的な形体と音響の悪さを嫌って不採用となった。